# Федорченко Анатолій Павлович
Анатолій Павлович Федорченко (18 вересня 1939, с. Іванопілля, Костянтинівський район, Донецька область) — білоруський архітектор.

## Біографія
Закінчив Київський інженерно-будівельний інститут у 1964 році. Працював у Кіровоградській філії Укрміськбудпроекту, з 1970 року в Мінськпроекті, з 1971 року-старший архітектор, головний архітектор проектів, заступник начальника відділу підготовки та організації проектування в Белоруському державному інституті по проектуванню підприємств торгівлі і грамадськога харчавання.
Член Спілки архітекторів СРСР з 1970 року. Проживає в Мінську.

## Творчість
Основні роботи: проекти реконструкції торгово-громадських будівель Кропивницького (1966—1970), торгово-громадського центру в Бересті (1974-1978, в авторському колективі), реконструкція та обладнання ресторану "На роздоріжжі" в Мінську (1980, в авторському колективі).